# École française d'enseignement technique
L'École française d'enseignement technique, ou EFET, est une école de photographie, d'arts appliqués et d'architecture intérieure française, située à Paris et créée en 1970. Elle fait partie des 14 établissements privés reconnus par le Conseil français des architectes d'intérieur (CFAI). 
Avec un enseignement plus pratique qu'artistique, l'EFET oriente ses élèves vers les secteurs de la publicité, de l'édition, de l'industrie, de la communication ou encore la mode.

## Historique
L'École française d'enseignement technique est fondée dans les années 1970 par le photographe Jean-Pierre Simonet. En 1978, l'école installe ses locaux dans un immeuble du 16ème arrondissement de Paris, avant de déménager en 1984 dans 12ème arrondissement de Paris.
En 2016, l'École d'art Maryse Eloy, fondée en 1981 par l'artiste peintre Maryse Eloy, est associée à l'école de mode Modart. Elle devient ensuite la section d'arts appliqués de l'École française d'enseignement technique (EFET), sous le nom "EFET Studio Créa".
Le 15 juin 2023, l'École française d'enseignement technique célèbre son cinquantenaire. 

## Personnalités liées

### Enseignants et intervenants
- Hervé Le Goff, journaliste, critique d'art, essayiste français (1975 à 2017).
- Philippe d'Aram, compositeur de musique de films (1988 à 2016)[8].

### Anciens élèves
- Soazig de La Moissonnière, photographe officielle de la présidence de la République française[9].
- Jean-Claude Lagrèze, photographe français spécialiste du noir et blanc.
- Jennifer Lescouët, photographe française[10].
- Guillaume Geneste, photographe français.
- Jérôme Houyvet, photographe français.
- Alain Grand, artiste peintre décorateur[11].
- Jean-Baptiste Rengeval, photographe français[12].
- Christian Jézéquel, photographe français[13].
- Eric Courtet, photographe français[14].